# Vandijkophrynus gariepensis
Pour les articles homonymes, voir Bufo tuberculosus.
Espèce
Synonymes
- Bufo gariepensis Smith, 1848
- Bufo tuberculosus Bocage, 1896
- Bufo granti Boulenger, 1903
- Bufo gariepensis nubicola Hewitt, 1927

Statut de conservation UICN

 LC  : Préoccupation mineure
Vandijkophrynus gariepensis est une espèce d'amphibiens de la famille des Bufonidae.

## Répartition
Cette espèce se rencontre dans le sud de l'Afrique australe :
- dans le sud de la Namibie ;
- en Afrique du Sud ;
- au Lesotho ;
- au Swaziland.

Elle est présente jusqu'à 3 400 m d'altitude.

## Étymologie
Son nom d'espèce, composé de gariep et du suffixe latin -ensis, « qui vit dans, qui habite », lui a été donné en référence au lieu de sa découverte, les sources du fleuve Orange (nommé parfois Gariep River en anglais).

## Publication originale
- Smith, 1848 : Illustrations of the Zoology of South Africa; Consisting Chiefly of Figures and Descriptions of the Objects of Natural History Collected during an Expedition into the Interior of South Africa, in the Years 1834, 1835, and 1836 .... Vol. III. Reptilia. Part 27. London: Smith, Elder, & Co.